# Johann Erich Biester
Johann Erich Biester (Lübeck, 1749. november 17. – Berlin, 1816. február 20.) német könyvtáros, publicista, a 17. század egyik felvilágosult gondolkodója, az illuminátus rend tagja.

## Életpályája
Miután Göttingenben elvégezte tanulmányait, 1773-ban a mecklenburg-schwerini Bützowban a katonai akadémián alkalmazták, 1777-ben pedig Berlinbe került, mint Zedlitz miniszter titkára. 1784-ben Berlinben királyi könyvtárnok lett, 1783-tól kezdve kiadta Gedikével az egykori híres Berlinische Monatschriftet, melyet 1791-től kezdve Berliner Blätter cím alatt saját maga szerkesztett, 1799-től 1811-ig pedig Neue Berliner Monatschrift cím alatt folytatott. E lap a száraz racionalisztikus iránynak egyik főközlönye volt. Biester azonkívül mint a berlini akadémia tagja számos értekezést írt és Platóntól is fordított.